# Toporzysko (gmina)
Toporzysko – dawna gmina wiejska istniejąca w latach 1940–1948 w woj. pomorskim z siedzibą w Bydgoszczy (dzisiejsze woj. kujawsko-pomorskie). Siedzibą władz gminy było Toporzysko.
Gmina Toporzysko (Amtsbezirk Amthal) została utworzona przez hitlerowców 24 października 1940 w powiecie Thorn w  Danzig-Westpreußen przez wydzielenie pięciu gromad z dotychczasowej gminy Rzęczkowo, należącej przed wojną do powiatu toruńskiego w woj. pomorskim. W skład gminy wchodziły:
- Amthal (Toporzysko)
- Groß Bösendorf (Zławieś Wielka)
- Hohenhausen (Stanisławka)
- Klein Bösendorf (Zławieś Mała)
- Scharnau (Czarnowo)

Po wojnie w PRL, jako jedna z 12 gmin wiejskich powiatu toruńskiego w woj. pomorskim; 14 lutego 1946 liczyła 1594 mieszkańców i była obok gminy Popioły najmnieszą jednostką powiatu. Gmina Toporzysko figuruje w powojennych spisach gmin do 1949 roku. 1 stycznia 1949 zlikwidowano, powracając tym samym do granic gminy Rzęczkowo sprzed 1 września 1939.